# Liste der Kulturdenkmale in Radebeul-Zitzschewig

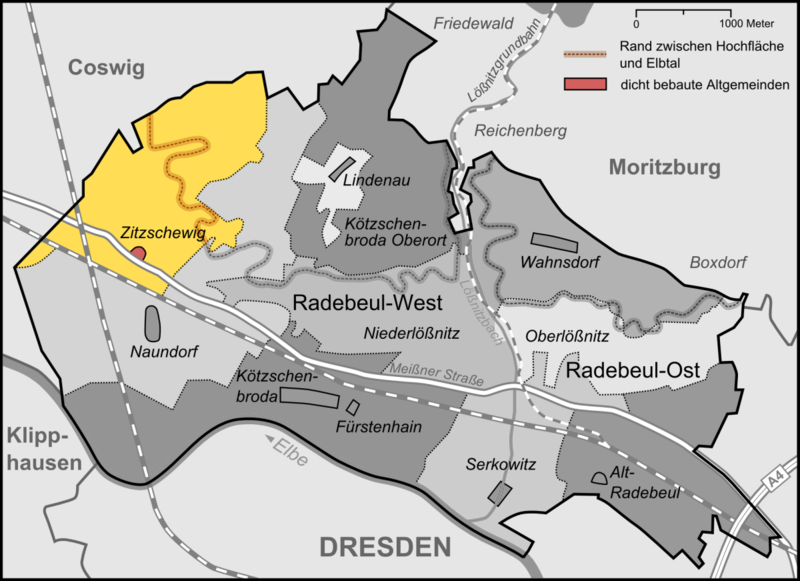
Übersicht über die Lage der Radebeuler Stadtteile, Zitzschewig farblich markiert

Die Liste der Kulturdenkmale in Radebeul-Zitzschewig gibt eine Übersicht über die Kulturdenkmale im Stadtteil Zitzschewig der sächsischen Stadt Radebeul anhand des Stands der Denkmalliste vom 24. Mai 2012.
Ein zweiter Teil führt abgegangene Kulturdenkmale dieses Stadtteils auf.
Einen Überblick über die Radebeuler Kulturdenkmale gibt die Liste der Kulturdenkmale in Radebeul, eine Zusammenfassung aller Adressen mit Kulturdenkmalen gibt die Liste der Kulturdenkmaladressen in Radebeul. Die Zuordnung der Straßen zum Stadtteil findet sich in der Liste der Straßen und Plätze in Radebeul-Zitzschewig.
Viele Weinbergsflächen und ehemalige Weingüter der Weinlage Radebeuler Johannisberg gehören zum heutigen Denkmalschutzgebiet Historische Weinberglandschaft Radebeul. Zu DDR-Zeiten stand der Dorfkern von Zitzschewig insgesamt als Denkmalbereich bzw. Straßenzug in der Kreisdenkmalliste.
Grundlage der Auflistung sind die angegebenen Quellen. Diese Angaben ersetzen nicht die rechtsverbindliche Auskunft der zuständigen Denkmalschutzbehörde.

## Legende
Die in der Tabelle verwendeten Spalten listen die im Folgenden erläuterten Informationen auf:
- Name, Bezeichnung: Bezeichnung des einzelnen Objekts.
- Adresse, Lage: Heutige Straßenadresse, Lagekoordinaten.
- Kennung: Die von der Denkmalpflege verwendete Kennung für Nebenobjekte (z. B. Adressen ohne und mit „a“, Adresse mit 9000er Angabe, dazu Ergänzungen mit „-I“). Über die Kennung werden mehrere Einzeldenkmale unter einer postalischen Adresse unterschieden.
- Datum: Besondere Baujahre, so weit bekannt oder ableitbar, teilweise auch Datum der Ersterwähnung der Liegenschaft.
- Baumeister, Architekten: Baumeister, Architekten und weitere Kunstschaffende.
- Denkmalumfang, Bemerkung: Nähere Erläuterung über den Denkmalstatus, Umfang der Liegenschaft und ihre Besonderheiten.[1]
- Bild: Foto des Hauptobjekts.

## Liste der Kulturdenkmale
| Name, Bezeichnung                                                  | Adresse, Koordinaten                            | Kennung                  | Datum                                              | Baumeister, Architekten                                   | Denkmalumfang, Bemerkung | Bild |
| ------------------------------------------------------------------ | ----------------------------------------------- | ------------------------ | -------------------------------------------------- | --------------------------------------------------------- | --- | --- |
| Frauen-Genesungsheim „Alt-Wettinhöhe“                              | Alt-Wettinshöhe 1 (Lage)                        |                          | 1898/99                                            |                                                           | Ehemaliges Genesungsheim der Allgemeinen Ortskrankenkasse für Dresden. Personalwohnheim und Heizhaus (Nr. 1), Kurgebäude (Nr. 2). Heute Wohnanlage | Ehem. Frauen-Genesungsheim „Alt-Wettinhöhe“, Personalwohnheim und Heizhaus                                                                                     |
| Frauen-Genesungsheim „Alt-Wettinhöhe“                              | Alt-Wettinshöhe 2 (Lage)                        |                          | 1898/99                                            |                                                           | Ehemaliges Genesungsheim der Allgemeinen Ortskrankenkasse für Dresden. Personalwohnheim und Heizhaus (Nr. 1), Kurgebäude (Nr. 2). Heute Wohnanlage | Ehem. Frauen-Genesungsheim „Alt-Wettinhöhe“ |
| Bauernhaus Altzitzschewig 2                                        | Altzitzschewig 2 (Lage)                         |                          | um 1800                                            |                                                           | Wohnhaus eines Bauernhofs | Bauernhaus Altzitzschewig 2 |
| Torbogen Altzitzschewig 3                                          | Altzitzschewig 3 (Lage)                         | Altzitzschewig 9003      | 1824                                               |                                                           | Torbogen eines Dreiseithofs | Torbogen Altzitzschewig 3, datiert 1824 |
| Wohnstallhaus Altzitzschewig 4                                     | Altzitzschewig 4 (Lage)                         |                          | um 1800                                            |                                                           | Wohnstallhaus, Scheune und Einfriedungsmauer eines Bauernhofs | Wohnstallhaus Altzitzschewig 4 |
| Wohnstallhaus Altzitzschewig 4                                     | Altzitzschewig 4 (Lage)                         | Altzitzschewig 9004      | um 1800                                            |                                                           | Scheune eines Zweiseithofs | Wohnstallhaus Altzitzschewig 4: Scheune von der Rückseite |
| Dreiseithof Altzitzschewig 5                                       | Altzitzschewig 5 (Lage)                         |                          | um 1830                                            |                                                           | Wohnhaus, Auszugshaus, Scheune, Torbogen und Einfriedungsmauer eines Dreiseithofs | Dreiseithof Altzitzschewig 5 |
| Dreiseithof Altzitzschewig 5                                       | Altzitzschewig 5 (Lage)                         | Altzitzschewig 9005-I    | um 1830                                            |                                                           | Scheune eines Dreiseithofs | Dreiseithof Altzitzschewig 5 |
| Dreiseithof Altzitzschewig 5                                       | Altzitzschewig 5 (Lage)                         | Altzitzschewig 9005-II   | um 1830                                            |                                                           | Seitengebäude eines Dreiseithofs | Dreiseithof Altzitzschewig 5 |
| Zweiseithof Altzitzschewig 7                                       | Altzitzschewig 7 (Lage)                         |                          | Anfang 19. Jh., 1890                               | F. A. Bernhard Große (Wiederaufbau Scheune)               | Wohnstallhaus und Scheune eines Bauernhofs. Radebeuler Bauherrenpreis 2001 (Anerkennung) | Zweiseithof Altzitzschewig 7 |
| Zweiseithof Altzitzschewig 7                                       | Altzitzschewig 7 (Lage)                         | Altzitzschewig 9007      | Anfang 19. Jh., 1890                               | F. A. Bernhard Große (Wiederaufbau Scheune)               | Scheune eines Zweiseithofs. Radebeuler Bauherrenpreis 2001 (Anerkennung) | Zweiseithof Altzitzschewig 7 |
| Dreiseithof Altzitzschewig 8                                       | Altzitzschewig 8 (Lage)                         |                          | 1836, 1890, 1919                                   | Moritz Große (Wiederaufbau Scheune), Alfred Große (Umbau) | Wohnstallhaus, Auszugshaus, Scheune, Toranlage und Einfriedung eines Dreiseithofs. Radebeuler Bauherrenpreis 2001 (Anerkennung) | Dreiseithof Altzitzschewig 8 |
| Dreiseithof Altzitzschewig 8                                       | Altzitzschewig 8 (Lage)                         | Altzitzschewig 9008-I    | 1890                                               | Moritz Große (Wiederaufbau Scheune), Alfred Große (Umbau) | Scheune eines Dreiseithofs. Radebeuler Bauherrenpreis 2001 (Anerkennung) | Dreiseithof Altzitzschewig 8, Scheune |
| Dreiseithof Altzitzschewig 8                                       | Altzitzschewig 8 (Lage)                         | Altzitzschewig 9008-II   | 1836, 1890, 1919                                   | Moritz Große (Wiederaufbau Scheune), Alfred Große (Umbau) | Seitengebäude eines Dreiseithofs. Radebeuler Bauherrenpreis 2001 (Anerkennung) | Dreiseithof Altzitzschewig 8, Seitengebäude |
| Dreiseithof Altzitzschewig 10                                      | Altzitzschewig 10 (Lage)                        |                          | um 1800, 1890, 1921/22                             | Willy Meltzer                                             | Wohnstallhaus, Auszugshaus, Scheune, Toranlage und Einfriedungsmauer eines Dreiseithofs | Dreiseithof Altzitzschewig 10 |
| Dreiseithof Altzitzschewig 10                                      | Altzitzschewig 10 (Lage)                        | Altzitzschewig 9010-I    | 1921/22                                            | Willy Meltzer                                             | Seitengebäude eines Dreiseithofs | Dreiseithof Altzitzschewig 10 |
| Dreiseithof Altzitzschewig 10                                      | Altzitzschewig 10 (Lage)                        | Altzitzschewig 9010-II   | um 1800, 1890, 1921/22                             | Willy Meltzer                                             | Scheune eines Dreiseithofs | Dreiseithof Altzitzschewig 10, Scheune |
| Gehöft Altzitzschewig 11                                           | Altzitzschewig 11 (Lage)                        |                          | um 1790, 1880                                      |                                                           | Wohnhaus und kleine Scheune eines Bauernhofs | Dreiseithof Altzitzschewig 11 |
| Gehöft Altzitzschewig 11                                           | Altzitzschewig 11 (Lage)                        | Altzitzschewig 9011      | um 1790, 1880                                      |                                                           | Kleine Scheune eines Bauernhofs | Von außen nicht einsehbar |
| Dreiseithof Altzitzschewig 15                                      | Altzitzschewig 15 (Lage)                        |                          | um 1800                                            |                                                           | Wohnstallhaus, Auszugshaus, Scheune und Toranlage eines Dreiseithofs | Dreiseithof Altzitzschewig 15 |
| Dreiseithof Altzitzschewig 15                                      | Altzitzschewig 15 (Lage)                        | Altzitzschewig 9015-I    | um 1800                                            |                                                           | Seitengebäude eines Dreiseithofs | Dreiseithof Altzitzschewig 15 |
| Dreiseithof Altzitzschewig 15                                      | Altzitzschewig 15 (Lage)                        | Altzitzschewig 9015-II   | um 1800                                            |                                                           | Scheune eines Dreiseithofs | Dreiseithof Altzitzschewig 15 |
| Bauernhof Altzitzschewig 16                                        | Altzitzschewig 16 (Lage)                        |                          | 1790                                               |                                                           | Wohnhaus, Auszugshaus, Schuppen, Keller und Tor eines Bauernhofs | Dreiseithof Altzitzschewig 16 |
| Bauernhof Altzitzschewig 16                                        | Altzitzschewig 16 (Lage)                        | Altzitzschewig 9016      | 1790                                               |                                                           | Seitengebäude eines Bauernhofs | Dreiseithof Altzitzschewig 16 Seitengebäude |
| Bauernhof Altzitzschewig 17                                        | Altzitzschewig 17 (Lage)                        |                          | 1767, um 1800                                      |                                                           | Wohnstallhaus, Auszugshaus, Scheune und Toranlage eines Bauernhofs | Dreiseithof Altzitzschewig 17 |
| Bauernhof Altzitzschewig 17                                        | Altzitzschewig 17 (Lage)                        | Altzitzschewig 9017      | 1767, um 1800                                      |                                                           | Scheune eines Bauernhofs | Dreiseithof Altzitzschewig 17 |
| Dreiseithof Altzitzschewig 18                                      | Altzitzschewig 18 (Lage)                        |                          | 1790, 1881, 1929, 2001                             |                                                           | Wohnstallhaus, Scheune und Keller eines Dreiseithofs | Dreiseithof Altzitzschewig 18 |
| Dreiseithof Altzitzschewig 18                                      | Altzitzschewig 18 (Lage)                        | Altzitzschewig 9018      | 1790, 1881, 1929, 2001                             |                                                           | Scheune eines Dreiseithofs | Dreiseithof Altzitzschewig 18, Scheune |
| Kreispflegeheim Lößnitzhöhe, Männergenesungsanstalt Altwettinshöhe | Auerweg 1a (Lage)                               |                          | um 1925                                            |                                                           | Ehem. Pflegeheim mit Bettenhaus. Heute Wohnanlage | Ehem. Kreispflegeheim Lößnitzhöhe |
| Wettinshöhe                                                        | Auerweg 2 (Lage)                                |                          | 1875, 1879/80                                      | August Große (Gärtnerhaus), Gebrüder Ziller (Umbau)       | Ehemaliges Berggasthaus, dann Villa, mit Remise, Portalanlage, Einfriedung, Alleen, kleines Gärtnerhaus (Nr. 2a), Weinberg | Haus Wettinhöhe |
| Wettinshöhe                                                        | Auerweg 2 (Lage)                                | Auerweg 9002-I           | 1875, 1879/80                                      | August Große (Gärtnerhaus), Gebrüder Ziller (Umbau)       | Remise zur Villa | Von außen nicht einsehbar |
| Wettinshöhe                                                        | Auerweg 2, 2a (Lage)                            | Auerweg 9002-II          | 15. Jh. Landeskrone, 1758, 1858/59, 1875, 1879/80  | August Große (Gärtnerhaus), Gebrüder Ziller (Umbau)       | Garten zur Villa | Haus Wettinhöhe: Zum Werk der Landschafts- und Gartengestaltung gehört auch eine Baumallee als Zufahrt                                                         |
| Gärtnerhaus Wettinshöhe                                            | Auerweg 2a (Lage)                               |                          | 1875                                               | August Große                                              | Kleines Gärtnerhaus (Nr. 2a) der Wettinshöhe | Gärtnerhaus Wettinshöhe |
| Hohenhaus, Bischofsberg, Schloss Hohenhaus                         | Barkengasse 6 (Lage)                            |                          | 13. Jh. Weinberg, 15. Jh. Bischofsberg, 1584, 1885 | Giese & Weidner (Umbau)                                   | Ehemaliges Weingut mit Herrenhaus, Park, ehemaliger Gärtnerei mit Gärtnerhaus, Heizhaus mit Dampfmaschine (Mittlere Bergstraße 22) und Wohnhaus (Mittlere Bergstraße 20). Besitzer, Bewohner: Meißner Bischöfe, Johann Georg von Rechenberg, Freiin von Werthern, Heino Heinrich von Flemming, Berthold Thienemann (Vater von Marie und Martha), Gerhart Hauptmann, Carl Hauptmann, Walther Stechow, Eberhard Stechow | Hohenhaus Radebeul |
| Hohenhaus, Bischofsberg, Schloss Hohenhaus                         | Barkengasse 6 (Lage)                            | Barkengasse 9006         | 13. Jh. Weinberg, 15. Jh. Bischofsberg, 1584, 1885 | Giese & Weidner (Umbau)                                   | Park zum Hohenhaus | Hohenhaus: Park und Wald gehen ineinander über, Teile der Bruchsteinumfassung sind noch eingebrochen.                                                          |
| Zechstein                                                          | Barkengasse 17 (Lage)                           |                          | 17. Jh., 1706, um 1800                             |                                                           | Ehemaliges Weingut, Hauptgebäude mit zwei Flügeln. Bewohner: Friedrich Magnus I. zu Solms-Wildenfels | Zechstein: Herrenhaus mit Weinbergen |
| Zechstein                                                          | Barkengasse 17 (Lage)                           | Barkengasse 9017-I       | 17. Jh., 1706, um 1800                             |                                                           | Erster Flügel zum Hauptgebäude. Bewohner: Friedrich Magnus I. zu Solms-Wildenfels | Zechstein: Linkes Nebengebäude |
| Zechstein                                                          | Barkengasse 17 (Lage)                           | Barkengasse 9017-II      | 17. Jh., 1706, um 1800                             |                                                           | Zweiter Flügel zum Hauptgebäude. Bewohner: Friedrich Magnus I. zu Solms-Wildenfels | Zechstein: Rechtes Nebengebäude |
| Bischofspresse                                                     | Bischofsweg 1 (Lage)                            |                          | nach 1676, 1773, 1998–2004                         |                                                           | Winzerhaus und ehemaliges Presshaus. Radebeuler Bauherrenpreis 2005 | Winzerhaus der Bischofspresse |
| Presshaus der Bischofspresse                                       | Bischofsweg 1a (Lage)                           |                          | 2. Hälfte 16. Jh., 2001                            |                                                           | Ehemaliges Presshaus | Presshaus der Bischofspresse |
| Haus Gebauer                                                       | Bischofsweg 30 (Lage)                           |                          | 1721                                               |                                                           | Winzerhaus mit Hochwassermarke von 1845, Scheune, Einfriedung | Haus Gebauer |
| Haus Gebauer                                                       | Bischofsweg 30 (Lage)                           | Bischofsweg 9030         | 1721                                               |                                                           | Scheune | Haus Gebauer: Scheune |
| Trobischhof                                                        | Coswiger Straße 23 (Lage)                       |                          | 18. Jh.                                            |                                                           | Wohnstallhaus, heute Restaurant und Pension. Radebeuler Bauherrenpreis 2008 | Coswiger Straße 23 |
| Toreinfahrt Trobischhof (Radebeul)                                 | Coswiger Straße 23 (Lage)                       | Coswiger Straße 9023     | 18. Jh.                                            |                                                           | Toreinfahrt Coswiger Straße 23 | Coswiger Straße 23 |
| Bauernhof Gerhart-Hauptmann-Straße 8                               | Gerhart-Hauptmann-Straße 8 (Lage)               |                          | 18. Jh.                                            |                                                           | Wohnhaus und Scheune | Bauernhof Gerhart-Hauptmann-Straße 8 |
| Talutanlage                                                        | Kynastweg 2 (Lage)                              | Kynastweg 9002           | 1862                                               |                                                           | Krapenberg. Talutanlage und Mauern eines ehemaligen Weinguts, siehe auch Mittlere Bergstraße 44/44a | Talutanlage auf dem Krapenberggelände, von der Spitze des Krapenberg aus                                                                                       |
| Kynast                                                             | Kynastweg 26 (Lage)                             |                          | um 1750, um 1860 (Turmhaus)                        |                                                           | Ehemaliges Weingut mit Herrenhaus, Turmhaus, Gärtnerhaus, Torhaus, barocker Brunnen bzw. Badehaus, Park mit Bassin und Sonnenuhr, terrassierte Stützmaueranlage, Grotte, wassertechnische Anlagen im Norden. Besitzer, Bewohner: Familie von Bomsdorff, August von Witzleben, Heino Kretzschmar, Ewald Hilger, Hans Marschall                                                                                         | Kynast, Eingangstor |
| Kynast                                                             | Kynastweg 26 (Lage)                             | Kynastweg 0              | um 1750                                            |                                                           | Park zum Weingut Haus Kynast | Kynast, Herrenhaus |
| Kynast                                                             | Kynastweg 26 (Lage)                             | Kynastweg 9026-I         | um 1750                                            |                                                           | Badehaus zum Weingut Haus Kynast | Von außen nicht einsehbar |
| Kynast                                                             | Kynastweg 26 (Lage)                             | Kynastweg 9026-II        | um 1750                                            |                                                           | Herrenhaus zum Weingut Haus Kynast | Herrenhaus Kynast |
| Kynast                                                             | Kynastweg 26 (Lage)                             | Kynastweg 9026-III       | um 1860                                            |                                                           | Turmhaus zum Weingut Haus Kynast | Kynast, Turmhaus |
| Kynast                                                             | Kynastweg 26 (Lage)                             | Kynastweg 9026-IV        | um 1750                                            |                                                           | Torhaus zum Weingut Haus Kynast | Kynast, Torhaus, Gärtnerhaus, Turm des Turmhauses (von li.) |
| Haus Baurick                                                       | Kynastweg 37 (Lage)                             |                          | 2. Hälfte 18. Jh.                                  |                                                           | Winzerhaus mit Nebengebäuden | Haus Baurick, Nordflügel (Winzerhaus) |
| Zweiseithof Meißner Straße 436                                     | Meißner Straße 436 (Lage)                       |                          | Ende 18. Jh., 1862                                 |                                                           | Gebäude eines kleinen Zweiseithofs | Zweiseithof Meißner Straße 436 |
| Bauernhaus Meißner Straße 443                                      | Meißner Straße 443 (Lage)                       |                          | um 1800, 1937                                      | Hermann Glöckner (Sgraffito)                              | Wohnhaus eines Bauernhofs, mit Ladeneinbau, mit Sgraffito von Hermann Glöckner | Bauernhaus Meißner Straße 443 |
| Bauernhof Meißner Straße 445                                       | Meißner Straße 445 (Lage)                       |                          | 18./19. Jh.                                        |                                                           | Wohnstallhaus und Auszugshaus eines Bauernhofs | Bauernhaus Meißner Straße 445 |
| Wohnstallhaus Meißner Straße 455                                   | Meißner Straße 455 (Lage)                       |                          | 1790, 1836                                         |                                                           | Wohnstallhaus und Keller (1790) eines ehemaligen Bauernhofs | Wohnstallhaus Meißner Straße 455 |
| Wohnstallhaus Meißner Straße 461                                   | Meißner Straße 461 (Lage)                       |                          | Anfang 19. Jh.                                     |                                                           | Wohnhaus eines ehemaligen Bauernhofs | Wohnstallhaus Meißner Straße 461 |
| Gärtnerei des Hohenhauses                                          | Mittlere Bergstraße 22 (Lage)                   |                          | um 1885                                            |                                                           | Gärtnerhaus mit Heizhaus auf dem Anwesen des Hohenhauses (Barkengasse 6) | Gärtnerhaus des Hohenhauses |
| Gärtnerei des Hohenhauses                                          | Mittlere Bergstraße 22 (Lage)                   | Mittlere Bergstraße 9022 | um 1885                                            |                                                           | Maschinenhaus auf dem Anwesen des Hohenhauses (Barkengasse 6) | Gärtnerhaus des Hohenhauses |
| Mietshaus Mittlere Bergstraße 41                                   | Mittlere Bergstraße 41 (Lage)                   |                          | um 1910                                            |                                                           | Mietshaus | Mietshaus Mittlere Bergstraße 41 |
| Villa Dankbarkeit                                                  | Mittlere Bergstraße 42 (Lage)                   |                          | um 1790, 1879                                      |                                                           | Ehemaliges Weingut Langenberg. Hauptgebäude (Neubau als Mietshaus) mit Anbau, Einfriedung und Toranlage eines ehemaligen Weinguts | Mietshaus Mittlere Bergstraße 42 |
| Krapenburg                                                         | Mittlere Bergstraße 44 (Lage)                   |                          | vor 1590 Krap, 1710, 1899                          |                                                           | Hauptgebäude mit nördlichem Anbau, Winzerhaus auf Einfriedung, Backhaus, Park und Einfriedung des ehemaligen Weinguts Krapenberg, Talutanlage von 1862. Besitzer Christoph Vitzthum von Eckstädt | Die Krapenburg in Radebeul |
| Krapenburg                                                         | Mittlere Bergstraße 44a (Lage)                  |                          | 1710                                               |                                                           | Winzerhaus des ehemaligen Weinguts Krapenberg | Krapenburg: Winzerhaus |
| Türstock mit Tür                                                   | Mittlere Bergstraße 53 (Lage)                   | Mittlere Bergstraße 9053 | 1799                                               |                                                           | Türstock in einer Einfriedungsmauer mit Sandsteingewänden mit flachem Korbbogen und Schlussstein mit Datierung. Türblatt mit Fischgrätenmuster. | Türstock Mittlere Bergstraße 53, datiert 1799 |
| Einfamilienhaus Edmund Schaller                                    | Paulsbergweg 12 (Lage)                          |                          | 1936/37                                            | Frido Tröger                                              | Wohnhaus mit Einfriedung | Einfamilienhaus Edmund Schaller |
| Paulsberg                                                          | Paulsbergweg 21, 21a, 21b, 21c, 21d, 21e (Lage) |                          | 1436 Seydenberg, ab 1679, 1853, um 1905            | Richard Riemerschmid (Erweiterung)                        | Ehemaliges Weingut mit Hauptgebäude, zwei Seitenflügeln (darunter der Riemerschmid-Anbau), Einfriedung, Toranlage sowie Weinbergen u. Resten d. Parks. Besitzer Hofrat Dr. Christoph Ritter, Curt Ewald von Germar, Carl Oskar von Friesen | Gebäudegruppe des Paulsbergs, Hauptansicht von Süden |
| Paulsberg                                                          | Paulsbergweg 21, 21a, 21b, 21c, 21d, 21e (Lage) | Paulsbergweg 9021        | 1436 Seydenberg, ab 1679, 1853, um 1905            |                                                           | Park und Weinbergsflächen des ehemaligen Weinguts | Paulsberg |
| Landhaus Perle                                                     | Paulsbergweg 32 (Lage)                          |                          | um 1890                                            |                                                           | Landhaus mit Turm | Landhaus Perle von Süden |
| Donadini-Haus                                                      | Rietzschkegrund 21 (Lage)                       |                          | 1884, 1908–11                                      | Moritz Große, F. A. Bernhard Große (Atelierbau)           | Wohn- und Atelierhaus mit Tor, Einfriedung und Garten (dort Grabsteine und Skulpturen). Besitzer: Ermenegildo Antonio Donadini | Atelierbau |
| Donadini-Haus                                                      | Rietzschkegrund 21 (Lage)                       | Rietzschkegrund 9021     | 1884, 1908–11                                      | Moritz Große, F. A. Bernhard Große (Atelierbau)           | Garten zum Donadini-Haus | „Mein Gartengrundstück Ritzschkegrund, aufgenommen 1894“. Fotografiert von Donadini. Blick auf den Platz des späteren Atelierbaus, links das Ursprungsgebäude. |
| Häuslerei Rietzschkegrund 23                                       | Rietzschkegrund 23 (Lage)                       |                          | 1860/70                                            |                                                           | Wohnhaus, Fassade mit Weinspalier verziert, wohl ehemals Häusleranwesen | Häuslerei Rietzschkegrund 23 |
| Schwedler-Hof, Winzerhof Rößler                                    | Rietzschkegrund 37 (Lage)                       |                          | 1860/70                                            |                                                           | Wohnhaus, Fassade mit Weinspalier verziert, Scheune und vorgebaute Laube. Heute als Winzerhof mit Straußwirtschaft genutzt. | Schwedler-Hof |
| Schwedler-Hof, Winzerhof Rößler                                    | Rietzschkegrund 37 (Lage)                       | Rietzschkegrund 9037     | 1860/70                                            |                                                           | Scheune und vorgebaute Laube. Heute als Winzerhof mit Straußwirtschaft genutzt. | Schwedler-Hof |
| Gasthof Rietzschkegrund                                            | Rietzschkegrund 48 (Lage)                       |                          | 1894/95                                            | Moritz Große                                              | Markantes Gasthaus mit Nebengebäuden und Einfriedung | Gasthof Rietzschkegrund |

## Liste ehemaliger/abgebrochener Bau-/Kulturdenkmale
| Name, Bezeichnung                   | Adresse, Koordinaten          | Datum                    | Baumeister, Architekten | Denkmalumfang, Bemerkung | Bild                                               |
| ----------------------------------- | ----------------------------- | ------------------------ | ----------------------- | --- | -------------------------------------------------- |
| Anger Altzitzschewig                | Altzitzschewig (Lage)         | 14. Jh. Ersterwähnung    |                         | Der Anger, ein slawischer Rundling, stand zu DDR-Zeiten als Ensemble unter Denkmalschutz. Heute besteht kein separater Gesamtschutz mehr, jedoch werden zahlreiche der anliegenden Resthöfe bzw. Gebäude als Einzeldenkmale geführt. | Alt-Zitzschewig                                    |
| Gasthof Zitzschewig                 | Meißner Straße 420 (Lage)     | 1479 Ersterwähnung, 1791 |                         | Trotz Denkmalschutz in den 2000er Jahren abgebrochen. Ehemals zweigeschossiges Gebäude mit Saalbau, zwischenzeitlich Fabrikgebäude. Eines der fünf historischen Brauschenkengüter der Lößnitz                                        | Börners Gasthof, aus Ansichtskarte von 1908        |
| Gefängnis und Armenhaus Zitzschewig | Meißner Straße 426 (Lage)     | 1897                     |                         | Trotz Denkmalschutz um 2010 abgebrochen. Ehemaliges Stallgebäude mit Kutscherwohnung, Gefängnis und Armenhaus, mit Einfriedung? | Meißner Straße 426, 1992                           |
| Häusleranwesen Meißner Straße 441   | Meißner Straße 441 (Lage)     | 1. H. 19. Jh.            |                         | Denkmalschutz 1993, 1998 abgebrochen. Häusleranwesen mit Werkstattanbau | Meißner Straße 441, 1993                           |
| Weingut Hausberg                    | Mittlere Bergstraße 58 (Lage) | 17. Jh., 1800, um 1880   |                         | Trotz Denkmalschutz 2008 wegen Baufälligkeit abgebrochen. Hauptgebäude eines ehemaligen Weinguts; über L-förmigem Grundriss | Weingut Hausberg, 1992                             |
| Kaffeemühle                         | Talkenbergweg 6 (Lage)        | 1928, 1938               | E. Wendt (Umbau)        | Im April 2011 abgebrochenes Wohnhaus, ehemals Feldscheune. | Die Kaffeemühle 2006, vom Herrenhaus Paulsberg aus |

## Anmerkung
1. ↑  Diese Liste entspricht möglicherweise nicht dem aktuellen Stand der offiziellen Denkmalliste. Diese kann über die zuständigen Behörden eingesehen werden. Daher garantiert das Vorhandensein oder Fehlen eines Bauwerks oder Ensembles in dieser Liste nicht, dass es zum gegenwärtigen Zeitpunkt ein eingetragenes Denkmal ist oder nicht. Eine verbindliche Auskunft erteilt das Landesamt für Denkmalpflege Sachsen oder die Untere Denkmalbehörde.